# Altos de Chicauma
Altos de Chicauma es una montaña de la Cordillera de la Costa en la zona norponiente de la Región Metropolitana de Santiago, en Chile central. Su principal cumbre, el cerro Chicauma o Alto de Chicauma, se eleva hasta los 2031 m s. n. m.
Administrativamente, Altos de Chicauma está ubicado en la comuna de Lampa, y es parte de la cadena de cerros que conforma el sitio prioritario de conservación El Roble, que se extiende entre la cordillera del Melón y los Altos de Cantillana. Últimamente ha aumentado el número de visitas de excursionistas al cordón montañoso para la práctica de senderismo y observación de fauna. En una meseta cercana a su cumbre, se forma una laguna conocida como Laguna del Inca, cuerpo de agua estacional de color turbio que suele desaparecer en época de verano, ya que se alimenta de las precipitaciones.

## Ecología
El sector en el que se inserta Altos de Chicauma contiene tres unidades de vegetación: bosque esclerófilo precordillerano, bosque caducifolio montano y estepa altoandina mediterránea. En el área se encuentran roblerías relictas de la zona central de Chile con presencia de roble de Santiago (Nothofagus macrocarpa) y otras especies nativas. Las principales especies florísticas corresponden a Quillaja saponaria, Lithrea caustica, Nothofagus macrocarpa y Ribes punctatum, así como matorral de Chuquiraga oppositifolia y Mulinum spinosum, mientras que dentro de la fauna del sitio destacan el concón, la vizcacha y el picaflor cordillerano.